# Melanitis miniscula
Melanitis miniscula är en fjärilsart som beskrevs av Hans Fruhstorfer 1908. Melanitis miniscula ingår i släktet Melanitis och familjen praktfjärilar. Inga underarter finns listade i Catalogue of Life.